# 티토 빌라노바
프란세스크 "티토" 빌라노바 아이 바요(스페인어: Francesc "Tito" Vilanova i Bayó, 1968년 9월 17일 ~ 2014년 4월 25일)는 티토 빌라노바라고 불리는 스페인의 전 축구 선수로, 선수 시절에 포지션은 미드필더였다. 빌라노바는 선수 시절에 셀타 비고와 바르셀로나에서 좋은 활약을 펼치기도 하였다.
빌라노바는 선수 생활을 그만둔뒤 당시 바르셀로나의 감독이었던 주제프 과르디올라의 밑에서 수석코치로 활동하였다. 그리고 2012년 주제프 과르디올라가 바르셀로나의 감독직을 사임한 뒤 빌라노바가 감독을 맡게되었다. 빌라노바가 감독이 된후 프리메라리가 2012-13 시즌에 리그 우승을 하여 성공적인 시즌을 보냈다.
그러나 빌라노바는 몇년전부터 앓고 있었던 귀밑샘 종양이라는 암때문에 그에게 고통과 어려움을 주었다.
2013년 여름, 다음 시즌을 준비하는 프리시즌 훈련도중 결국 빌라노바는 암으로 인한 고통과 스트레스로 결국 2013년 7월 30일에 바르셀로나의 감독직을 사임하였다. 빌라노바는 11월과 지난해 12월 귀밑샘 종양으로 두 차례 수술대에 올랐으며, 바르셀로나는 수석 코치가 임시로 팀을 맡게 되었고, 다음 시즌에 바르셀로나는 헤라르도 마르티노 감독을 영입하였다.
암투병 생활을 하고 있었던 빌라노바는 시간이 날때마다 여러 경기를 관전하기도 하였다. 그런데 2014년 4월 24일에 빌라노바는 암투병 도중 합병증이 찾아오면서 생명이 위독해지자 곧장 응급실로 향하여 긴급수술을 받게되었다. 하지만 빌라노바는 수술을 받던 도중 결국 2014년 4월 25일, 향년 47세의 일기로 세상을 떠났다.

## 수상 경력

### 감독
바르셀로나
- 라 리가: 2012-13

### 개인
- 미겔 무뇨스 트로피: 2012-13